# Антон Кухељ
Антон Кухељ (Опчине, 11. новембар 1902 — Љубљана, 31. јул 1980) је био словеначки и југословенски машински инжењер, професор и декан Техничког факултета у Љубљани, ректор Универзитета у Љубљани, академик САЗУ, директор Института за математику, физику и механику на универзитету, пилот и једриличар, и конструктор више летилица.

## Биографија
Похађао је средњу школу у Трсту и Крању. Дипломирао је електротехнику на Машинском факултету у Љубљани 1927, а докторирао 1936. Године 1933. изабран је за доцента на Машинском факултету, 5 година је за ванредног професора, а 1946. за професора. Био је шеф катедре, декан 1947/48, ректор Техничке школе 1952-54 и ректор Универзитета 1954-56. Био је један од пионира словеначког и југословенског ваздухопловства. Сарађивао са С. Блоудком на пројектима летелица, спортским, туристичким и школским авионима. Први авион полетео је 1930. године, а последњи 1954.
После ослобођења, инж. Кухељ је августа 1946. именован за члана Колегијума ВТИ у Београду, у којем је две године провео као научни сарадник ангажујући се у решавању аеродинамичких и других проблема искрслих при конструисању авиона у конструкторским групама ГДВИ (Генерална Дирекција Ваздухопловне Индустрије). По повратку у Љубљану сарађивао је са предузећем „Летов“ („Letov“) које је, по његовом пројекту, произвело 1955. три примерка троседог туристичког авиона мешовите конструкције ЛК-1 (LK-1).
Члан САЗУ постао је 1949. године, а потпредседник је 1951 - 1980. Био је почасни члан неколико југословенских стручних друштва. Награду за животно дело Б. Кидрић добио је 1973.. Био је професор емеритус и почасни доктор Универзитета у Љубљани.

## Списак летелица на којима је радио[1]
Авиони
- КС I (KS I John) - двокрилац 1936.
- КС Iб (KS Ib Momak) - двокрилац 1936.
- КС II (KS II) - нискокрилац 1937.
- КС IIб (KS IIb Tonček) - нискокрилац 1937.
- Свеп Минима (Svep Minima) - нискокрилац 1938.
- Свеп Це Це (Svep Tse Tse) - нискокрилац 1938.
- „Албатрос“ Алка - авиона за основну обуку пилота 1939. са мотором Џипси Мајор (DH Gipsy Major I) од 130 КС полетео јула 1940. године.
- ЛК-1 (LK-1) - туристички авион 1954.

Једрилице
- Инка I - тренажна једрилица 1936.
- Инка II - тренажна једрилица 1936.
- Инка Соко - тренажна једрилица 1936.
- Инка Iа - тренажна једрилица 1938.